# ベトザタの池

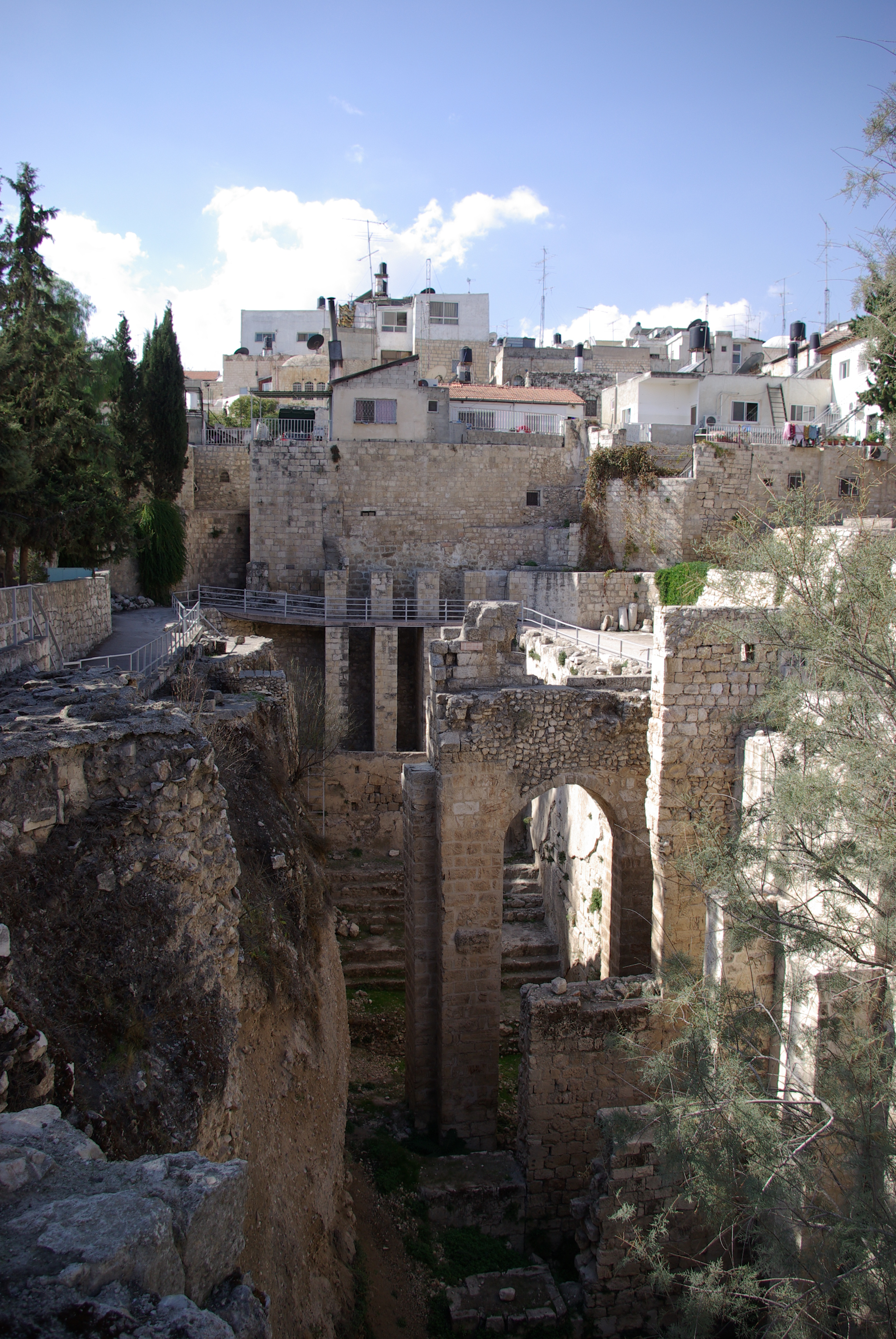
ビザンチン教会のそばにあるベトザタの池の遺跡

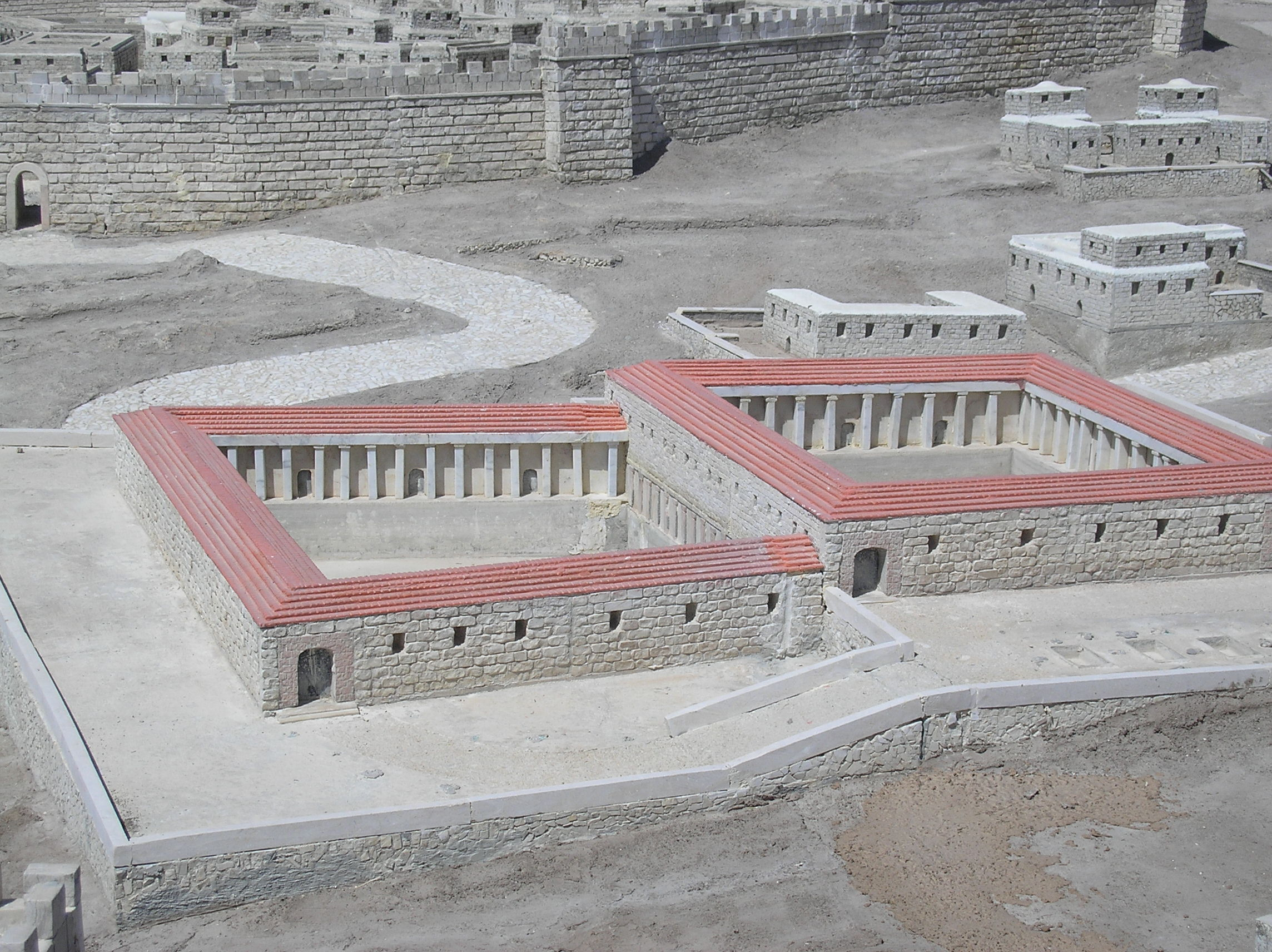
ベトザタの池の模型図（イスラエル博物館）

ベトザタの池（ベトザタのいけ、英語: Pool of Bethesda）は、イスラエルのエルサレム旧市街ムスリム地区にある場所で、『新約聖書』の「ヨハネによる福音書」5章に、イエスが病人を直した記述がある。長らく場所が分からなかったが、19世紀からの考古学的な調査で発見された。またベトザタは口語新約聖書（1954年）、新約聖書新改訳（2003年）ではベテスダと表記される。

## ヨハネ書からの引用
ヨハネによる福音書5章1節から：
1 その後、ユダヤ人の祭りがあったので、イエスはエルサレムに上られた。2 エルサレムには羊の門の傍らに、ヘブライ語で「ベトザタ」と呼ばれる池があり、そこには五つの回廊があった。3 この回廊には、病気の人、目の見えない人、足の不自由な人、体の麻痺した人などが、大勢横たわっていた。4 彼らは、水が動くのを待っていた。それは、主の使いがときどき池に降りて来て、水が動くことがあり、水が動いたとき、真っ先に水に入る者は、どんな病気にかかっていても、いやされたからである。
5 さて、そこに三十八年も病気で苦しんでいる人がいた。6 イエスは、その人が横たわっているのを見、また、もう長い間病気であるのを知って、「良くなりたいか」と言われた。7 病人は答えた。「主よ、水が動くとき、わたしを池の中に入れてくれる人がいないのです。わたしが行くうちに、ほかの人が先に降りて行くのです。」8 イエスは言われた。「起き上がりなさい。床を担いで歩きなさい。」9 すると、その人はすぐに良くなって、床を担いで歩きだした。その日は安息日であった。 （『新共同訳聖書』からの引用）

## 歴史
ベトザダの池は紀元前8世紀に雨水を貯めるために作られ、紀元前200年に拡張された。紀元前1世紀には癒しの泉「アスクレペイオン」に替えられた。
19世紀の考古学的な発見は、ドイツ人のコンラト・シック（Conrad Schick）に負うところが多い。